# Långören, Nykarleby
Långören är en ö i Finland. Den ligger i Bottenviken och i kommunen Nykarleby i den ekonomiska regionen  Jakobstadsregionen i landskapet Österbotten, i den västra delen av landet. Ön ligger omkring 63 kilometer nordöst om Vasa och omkring 400 kilometer norr om Helsingfors.
Öns area är 1,96 kvadratkilometer och dess största längd är 3,5 kilometer i nord-sydlig riktning. I omgivningarna runt Långören växer i huvudsak blandskog.